# Abbaye de Wilten
L'abbaye de Wilten est une abbaye de Prémontrés située en Autriche au sud de la ville d'Innsbruck dans le quartier de Wilten. Elle abrite les Petits Chanteurs de Wilten, l'école chorale la plus ancienne d'Europe, fondée au XIIIe siècle. Sa devise est Pour la gloire de Dieu et le bonheur de l'homme.

## Histoire

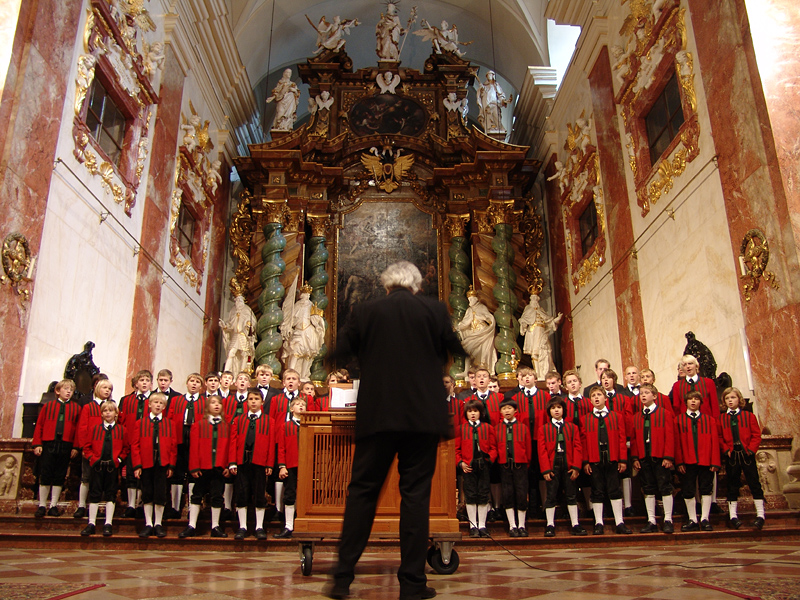
Les Petits Chanteurs à un concert en l'église Saint-Roch de Vienne (2008)

L'abbaye a été fondée autour de 880 et réorganisée[C'est-à-dire ?] par l'évêque Reginbert de Brixen au XIIe siècle. Son apogée se situe aux XVIIe et XVIIIe siècles.
C'est l'institution la plus liée aux origines de l'Innsbruck moderne. Les chanoines de saint Norbert étaient en effet propriétaires de tous les terrains du sud de l'Inn. C'est seulement par acte passé en 1180 entre les comtes d'Andechs, représentants du pouvoir civil de l'époque, et leur prévôt que le centre de peuplement primitif de la rive gauche émigra dans la « vieille ville » actuelle.